# East African Airways

DH.106 "Comet" durante un controllo nell'aeroporto Embakasi di Nairobi.

East African Airways Corporation, più comunemente nota come East African Airways, è stata una compagnia aerea gestita congiuntamente da Kenya, Tanzania e Uganda. Fu costituita il 1 ° gennaio 1946 e iniziò le operazioni lo stesso giorno. La sede della società era nella Sadler House a Nairobi, in Kenya.  L'aerolinea fu liquidata nel 1977 a seguito delle relazioni deteriorate tra le tre nazioni africane.

## Storia

### I prodromi
Prima della Seconda Guerra Mondiale l’unica realtà consolidata del trasporto aereo era stata Wilson Airways che nel 1930 aveva iniziato a effettuare semplici voli a domanda con biplani. Già nell’anno seguente si operava verso una cinquantina di piste di atterraggio, gran parte delle quali di fortuna. Poi furono inaugurati anche i primi voli regolari postali e impiantate branche operative a Dar-es-Salaam (1933) e Kampala (1936). Poco prima dello scoppio della Seconda Guerra Mondiale la società possedeva una quindicina di velivoli. Poco dopo l’inizio delle ostilità fu integrata nella squadriglia aerea del reggimento kenyota dell’esercito coloniale.
Nel 1943, quando i nemici (italiani) dell’A.O.I. erano già stati sconfitti e gli eventi bellici avevano preso una piega favorevole agli Alleati, i governatori dei quattro territori istituirono una commissione per studiare la ripresa dell’attività aeronautica civile in tempi di pace. La commissione suggerì subito la costituzione di un unico organismo per soddisfare le necessità di Kenya, Tanganika, Uganda e Zanzibar.
Il documento fu riesumato nel 1945 e i governatori crearono un’organismo per sovrintendere al trasporto aereo nei quattro territori. Il documento fu reso pubblico nel mese di giugno e approvato dal governo di Londra il 30 ottobre ma, sul campo, le cose erano già in moto. Sei bimotori De Havilland DH.89A furono demilitarizzati e intestati alla BOAC; i primi due giunsero a Nairobi nel mese di luglio. Erano dello stesso tipo che l’aerolinea aveva utilizzato in loco durante gli anni di guerra. Alla società britannica inoltre il compito della consulenza manageriale e operativa. La base di armamento fu impiantata nell’aeroporto di Eastleigh, all’epoca essenzialmente un’installazione militare, perché l’aerodromo utilizzato da Wilson Airways non poteva essere adattato alla nuova entità.

### Gli inizi (1946-1949)
Il 1° gennaio 1946 coincise con la costituzione formale di East African Airways Corporation (200.000 lire sterline di capitale versato) e con l’inizio dei collegamenti regolari di linea all’interno del Kenya. Il 3 aprile la rete si estendeva agli altri tre territori. Durante il primo anno di attività i DH.89A volarono 21 servizi ogni settimana toccando gli scali ritenuti di maggiore importanza tra cui Kisumu, Mombasa e Nairobi in Kenya; Dar-es-Salaam, Lindi, Mbeya, Moshi e Tanga in Tanganika; Entebbe in Uganda; l’isola di Zanzibar. Ne usufruirono 9.400 passeggeri. Prima della fine dell’anno fu firmato un ordine per quattro esemplari del bimotore britannico DeHavilland DH.104 “Dove” ma, a causa dei previsti tempi di consegna (due anni), EAA rivolse lo sguardo anche altrove.
Nel 1947 altri DH.89 si aggiunsero alla flotta (portando a 12 il totale) e le rotte meno remunerative furono abolite. Nel 1948 la flotta subì un incremento consistente con l’acquisto di cinque Lockheed L-18 “Lodestar” appartenuti a BOAC,  i cui potenti motori ben fronteggiavano il clima tipicamente arido e secco dell’Africa orientale Britannica. Nello stesso anno furono consegnati i quattro DH.104 che pure contribuirono a migliorare lo standard complessivo dei servizi. Nel 1949 altri tre “Lodestar”, acquistati nel Congo Belga, si aggiunsero alla flotta. In novembre arrivò anche il primo Douglas DC 3 che, dopo un periodo di prova sul campo, nel 1950 ebbe l’onore di effettuare il primo collegamento diretto con Durban (Sud Africa). Il diffusissimo bimotore statunitense sarebbe stato l’aereo della “svolta”.

### Il consolidamento (1950-1959)
In termini di operatività i DH.104 non potevano comunque competere con gli L-18 e iniziarono ad essere radiati dal 1950 mentre il numero dei "Lodestar" saliva a 15, tramite altri acquisti in Sud Africa. Nel frattempo i DC 3 dimostravano la loro versatilità e furono inseriti sulle rotte per il Nyassa (attuale Malawi) e la la Rodesia del Sud (attuale Zimbabwe).
Nel frattempo EAA aveva stabilito uno strano primato, quello di essere la prima aerolinea a trasportare un monarca britannico, anche se non ancora ufficialmente incoronato. Durante una visita di cortesia nell’Africa Orientale la principessa Elisabetta di Windsor fu raggiunta dalla notizia dell’improvvisa morte del padre, re Giorgio VI. Assieme al consorte Duca di Edimburgo il 6 febbraio 1952 si imbarcò frettolosamente su un DC 3 diretto ad Entebbe. Qui salì sul primo volo disponibile per Londra, effettuato da BOAC.
Nello stesso anno EAA acquistò tre esemplari dell’italiano Macchi MB.320, destinato ai collegamenti minori, che però non si dimostrò all’altezza delle aspettative e fu rivenduto nel 1955. Iniziarono anche i primi voli per il trasporto di pellegrini musulmani alla Mecca. Peraltro, tra il 1952 e il 1956, la guerriglia del movimento Mau-Mau in Kenya non incise sulla vita dell’azienda.
Nel 1953 fu radiato l’ultimo L-18, progressivamente sostituito dall’onnipresente DC 3, alcuni dei quali in versione tutto-merci. Fu anche acquistato un idrovolante Consolidated PBY “Catalina” solo per le riprese del film Mocambo, velivolo poi rivenduto nell’anno seguente. Nello stesso periodo l’esigenza di propri collegamenti con la Gran Bretagna si manifestò in maniera sempre più accentuata. Di conseguenza, nel 1956, fu siglato un accordo con BOAC per il noleggio (e successivo acquisto) di tre Canadair C-4 “Argonaut”. In pratica si trattava del valido, robusto e diffuso Douglas DC 4 costruito su licenza e con alcune migliorie in Canada (DC-4M). Dopo alcuni ritardi attribuiti al personale tecnico BOAC, il primo fu consegnato nel marzo 1957 ed entrò in servizio un mese dopo: agli “Argonaut” furono affidati i collegamenti da Nairobi per Roma-Londra, Durban, Blantyre-Johannesburg, le due Rodesie, Aden-Karachi-Bombay.

Un Bristol B-175 "Britannia", noleggiato per un breve periodo, nell'aeroporto Schiphol di Amsterdam.

Ma tutto ciò non bastava ancora: la dirompente BOAC stava già utilizzando velivoli con prestazioni indiscutibilmente superiori quali il Bristol B-175 “Britannia” e l’ancora avveniristico DeHavilland DH.106 “Comet”. La direzione di EAA non si perse d’animo e, nell’estate 1958, sottoscrisse un ordine per due “Comet”, da consegnarsi esattamente due anni più tardi. Nel frattempo un B-175 noleggiato avrebbe supplito alla bisogna. Contemporaneamente, esattamente nel mese di marzo, era stato inaugurato il nuovo aeroporto Embakasi di Nairobi e la base di armamento EAA vi si trasferì armi e bagagli piuttosto velocemente.

### L’avvento dei jet (1960-1968)
I due DH.106 furono consegnati puntualmente e, data la loro autonomia, rilevarono subito le rotte per Londra, alternativamente con scali a Khartoum o Roma. Poi anche quelle in direzione di Johannesburg. Nel gennaio 1961 i quadrigetti fecero prua anche verso Karachi e Bombay, primo vettore in assoluto con velivoli a getto attraverso il Mare Arabico.
Nel 1960 fu anche favorita la rifondazione della dormiente (dal 1954) SKAT-Seychelles-Kilimanjaro Air Transport dotandola di due DH.89 e incaricandola dei servizi con base a Zanzibar. Come se non bastasse, alla fine dell’anno fu individuato il sostituto del DC 3: era il biturbina olandese Fokker F.27 “Friendship”, che aveva già iniziato a dare buona prova di sé in Europa. I primi sarebbero entrati in servizio all’inizio del 1963.
Sul fronte politico stavano avvenendo cambiamenti che, per il momento non influenzarono più di tanto l’attività dell’azienda. Il Tanganika ottenne l’indipendenza nel maggio 1961, l’Uganda nel 1962, il Kenya, dopo un breve periodo di auto-governo, nel 1963 e parimenti Zanzibar. Nell’ottobre 1963 l’Uganda diventava una repubblica federale e tre anni dopo Milton Obote assumeva tutti i poteri. Nel 1967 veniva proclamata la repubblica. Ma nel 1971 il capo di stato maggiore Idi Amin Dada spodestava Obote e, in agosto, si verificavano incidenti di frontiera con la Tanzania.
Nel gennaio 1964 una rivolta di reparti militari sia  in Kenya che in Tanganika fu soppressa senza eccessive difficoltà. Anche nella pittoresca isola Zanzibar i festeggiamenti durarono poco: nel gennaio 1964 l’invisa amministrazione dei sultani e degli emiri fu spazzata via da un colpo di mano militare che proclamò una repubblica democratica. Questa, il 25 aprile, si unì al Tanganika con il nuovo nome di Tanzania. Nel mese di dicembre il Kenya si proclamava repubblica indipendente.

L'unico esemplare "convertibile" di SVC.10 in fase di carico nell'aeroporto di Zeebrugge.

Il nuovo quadro politico impose alcuni cambiamenti, non percepibili dal grande pubblico: la flotta di 14 velivoli fu reimmatricolata nelle tre nazioni, ma con quote che qualcuno giudicò poco corrette. Nel frattempo, di fronte allo sviluppo di aviogetti della cosiddetta “seconda generazione” la direzione tecnica EAA iniziò ad esaminare quanto proponevano i costruttori. Mel marzo 1965 la scelta si focalizzò sul quadrigetto britannico Vickers VC.10, per la precisione la versione allungata “Super” (modello 1154). Il primo fu consegnato nel settembre 1966, il secondo due mesi dopo. L’ingresso in servizio fu contrassegnato da alcuni problemi tecnici e furono necessarie alcune settimane per risolverli. Il capiente velivolo prese in carico tutte le rotte più prestigiose: Atene, Cairo, Francoforte, Londra, Parigi, Roma. Poi, negli anni seguenti, Addis Ababa, Aden, Bangkok, Bombay, Copenhagen, Hong Kong, Karachi, Lusaka, Mauritius, Ndola.
All’estremità inferiore della capacità di bordo il DeHavilland Canada DHC 6 “Twin Otter”, di cui furono ordinati quattro esemplari. Coincidentemente con la loro consegna (1968) andarono in pensione definitiva i residui DH.89A. Nel frattempo i “Comet” furono relegati ad alcuni collegamenti interafricani ed a quelli tra le capitali delle nazioni rappresentate dall’aviolinea. Nel 1967 la SKAT aveva cessato i servizi di linea dedicandosi solo ai charter con velivoli forniti, all’occasione, dalla casa-madre.

Un Fokker 27 durante la sosta nell'aeroporto di Musoma.

### La fase finale (1970-1975)
Gli anni ’70 si prospettavano come una fase in cui era necessario pensionare tutti i “Comet” e sostituirli con macchine equipollenti di nuova generazione. Dopo una rapida selezione tra i modelli disponibili l’attenzione si focalizzò sul bireattore statunitense Douglas DC 9 e ne furono noleggiati, direttamente dal costruttore, due esemplari della prima serie (serie 15) per le necessarie valutazioni sul campo. Il primo fu consegnato nel mese di novembre ma il secondo non si mosse da Long Beach senza che fossero date spiegazioni in merito. Nondimeno, nell’aprile 1970 fu rivelato ufficialmente un ordine fermo per tre esemplari di DC 9 della più capiente serie 30. In dicembre l’apertura di un collegamento diretto con SVC.10 per New York fu accompagnato da una grossa fanfara mediatica, anche se poco tempo dopo fu interrotto per i miserrimi risultati di traffico.
Nel 1971 tutti i DC 9 erano stati consegnati e iniziarono a volare tra le tre nazioni e verso gli stati viciniori: Burundi, Congo, Etiopia, Malawi, Ruanda, Somalia, Zambia. In quello stesso anno fu costituita la sussidiaria Simbair, dedicata ai soli voli charter con Boeing 707 noleggiati a seconda dell’occasione. La perdita di un SVC.10 nell’aprile 1972 fu surrogata dal noleggio di DC 8 e Boeing 707 di vettori europei. Un B.747 fu invece noleggiato per tre estati consecutive per il solo trasporto di turisti in partenza da Londra e Francoforte. Nel 1973 furono radiati i DHC 6 perché le rotte esercite non erano corrisposte da sufficiente traffico.

### Tensioni politiche compromettono l’azienda
Negli anni ’70 i rapporti di Kenya e Tanzania con l’Uganda cominciarono a peggiorare. Nell’agosto 1971 reparti ugandesi sconfinarono in Tanzania e, un anno dopo, ci fu addirittura un attacco da parte di aerei da caccia MiG 17 ugandesi. Il 15 settembre 1972 un incidente di un DC 9 in atterraggio ad Arusha impedì ad un gruppo di ugandesi armati di impadronirsi del bireattore e tentare un assalto all’aeroporto di Entebbe, in coincidenza con un tentativo di invasione terrestre da parte di sostenitori dell’ex presidente Obote. Le scaramucce di frontiera proseguirono per circa un mese. Negli anni successivi i rapporti formali tra l’Uganda e gli altri due stati si raffreddarono ulteriormente. EAA non poteva evitarne le conseguenze. Così, il 28 gennaio 1977 tutte le attività di volo cessavano e il processo di liquidazione dell’azienda iniziava nel mese successivo.
Nel frattempo le tre nazioni si erano preparate. Un vettore denominato Uganda Airlines era stato astutamente fondato già nel maggio 1976 ma iniziò voli (irregolari) nel gennaio 1977 e quelli di linea un mese più tardi. Kenya Airways fu frettolosamente costituita il 22 gennaio e iniziò a volare il 4 febbraio. La seguì Air Tanzania, fondata l’11 marzo e attivata un poco più tardi, il 1° giugno.

## Flotta storica
- Boeing 707-320
- Boeing 707-320F
- Boeing 747-100 noleggiato
- Bristol B-175 "Britannia" serie 300 noleggiato
- Canadair C-4 "Argonaut"
- DeHavilland/HSA DH.106 "Comet" serie 4
- De Havilland DHC-6 "Twin Otter"
- Douglas DC-9-15 noleggiato
- Douglas DC-9-30
- Fokker F27-200 "Friendship"
- Douglas DC 3 (C-47A e C-47B)
- Vickers SVC.10